# Parodia schwebsiana
Parodia schwebsiana ist eine Pflanzenart aus der Gattung Parodia in der Familie der Kakteengewächse (Cactaceae). Das Artepitheton schwebsiana ehrt den deutschen Kakteengärtner Willy Schwebs (1876–1934) aus der Nähe von Dresden.

## Beschreibung
Parodia schwebsiana wächst meist einzeln. Die grünen niedergedrückt kugelförmigen bis kugelförmigen Triebe erreichen Wuchshöhen von 2 bis 12 Zentimeter und Durchmesser von bis zu 8 Zentimeter. Der Triebscheitel ist dicht bewollt. Die 13 bis 20 niedrigen und geraden Rippen sind schwach in Höcker untergliedert. Die auf ihnen befindlichen Areolen sind anfangs stark bewollt und später kaum auffallend. Die ein bis vier gehakten Mitteldornen sind rötlich bis hellbraun gefärbt und weisen Längen von 1 bis 2 Zentimeter auf. Der untere von ihnen ist abwärts gerichtet. Die fünf bis zehn rötlichen oder gelben Randdornen vergrauen im Alter und sind 0,5 bis 1,5 Zentimeter lang.
Die rosalilafarbenen bis blutroten Blüten erreichen Längen von 2 bis 3 Zentimeter und Durchmesser von 2 bis 2,5 Zentimeter. Ihre bewollte Blütenröhre ist oberhalb des Perikarpells eingeschnürt und dort mit Borsten besetzt. Die Narben sind hellgelb. Die hartschaligen,  kugelförmigen Früchte weisen Durchmesser von 0,3 bis 0,4 Zentimeter auf und sind mit Schuppen und weißen Wollhaaren besetzt. Die Früchte enthalten glänzende schwarze Samen von 0,9 Millimeter Länge und 0,6 Millimeter Breite, die gehöckert sind.

## Verbreitung, Systematik und Gefährdung
Parodia schwebsiana ist im bolivianischen Departamento Cochabamba in Höhenlagen von 2300 bis 2800 Metern verbreitet.
Die Erstbeschreibung als Echinocactus schwebsianus durch Erich Werdermann wurde 1930 veröffentlicht. Curt Backeberg stellte die Art 1936 in die Gattung Parodia.  Ein weiteres nomenklatorisches Synonym ist Bolivicactus schwebsianus (Backeb.) Doweld (2000).
In der Roten Liste gefährdeter Arten der IUCN wird die Art als „Least Concern (LC)“, d. h. als nicht gefährdet geführt.

## Nachweise